# Ehingen, Ansbach
Ehingen là một đô thị ở huyện Ansbach bang Bayern nước Đức. Đô thị Ehingen, Ansbach có diện tích 47,63 km², dân số thời điểm ngày 31 tháng 12 năm 2006 là 2015 người.